# Santa Pulvirenti
Santa Pulvirenti (1954) es una botánica italiana, desarrollando su actividad científica y académica en el "Instituto y Jardín botánico" de la Universidad de Catania. Entre sus estudios realiza investigaciones taxonómicas de la flora mediterránea.

## Algunas publicaciones
- Bartolo, g; s Pulvirenti. 1993. Serapias orientalis subsp. siciliensis (Orchidaceae), a new subspecies from Sicily. Candollea 48 : 213-236

- Bartolo, g; s D’Emerico, s Pulvirenti, a Scrugli, mc Terrasi. 2001. Karyotype structure and chromosome banding in Limodorum brulloi Bartolo & Pulvirenti (Orchidaceae). Jour. Eur. Orch. 34 (1): 8796

- Bartolo, g; e Lanfranco, s Pulvirenti, dt Stevens. 2001. Le Orchidee dell’arcipelago maltese (Mediterraneo centrale). Jour. Eur. Orchids 33(3): 743870

- santa Pulvirenti, maria martina Indriolo, pietro Pavone, rosanna maria stefania Costa. 2015.  Study of a pre-Linnaean Herbarium Attributed to Francesco Cupani (1657–1710). Candollea 70 (1): 67-99. Resumen doi: http://dx.doi.org/10.15553/c2015v701a8
- La abreviatura «Pulv.» se emplea para indicar a Santa Pulvirenti como autoridad en la descripción y clasificación científica de los vegetales.[3]